# Antoinette Lubaki
Antoinette Lubaki, conosciuta anche come Antoinet Lubaki (Kabinda, 1895 – ...), è stata un'artista della Repubblica Democratica del Congo, acquarellista, una delle poche artiste moderne note del suo paese.

## Biografia
Nata nella provincia del Katanga (attualmente  provincia di Lomami), Antoinette Lubaki era la figlia del capo del villaggio di Kabinda. Prese ispirazione in gran parte dall'arte del 1900 e 1910, dal post-impressionismo di inizio del XX secolo e dal fauvismo, gruppi per i quali i colori intensi e le pennellate vibranti erano una componente chiave. 
Insieme al marito Albert Lubaki, pittore che dipingeva su avorio e allo stilista Djilatento, fece parte del gruppo dei "creatori di immagini del Congo", la prima generazione di pittori congolesi moderni fatta conoscere in Europa da Georges Thiry e Gaston-Denys Perier, amministratori del colonialismo belga. Thiry, ufficiale e collezionista, notò i dipinti murali con cui Lubaki e il marito Albert decoravano le capanne di Bukama e, intuendo l'interesse che avrebbero potuto suscitare le opere al suo ritorno in Belgio, mise a disposizione della coppia il materiale necessario per farli replicare su carta. Negli anni successivi, Lubaki dipinse vari acquerelli realizzati a colori naturali come l'argilla o carbone, che rappresentavano scene ispirate a storie e proverbi congolesi.

## Opere
- Sans titre (Arbres et animaux) (1929)[6]
- Sans titre (1929)[7]

## Mostre e collezioni
Il nome di Antoinette Lubaki non è sempre citato nelle mostre che presentano le sue opere, gli autori citano soprattutto il marito Albert o riportano solamente il cognome Lubaki.
- La culla della strega, Biennale d'arte di Venezia (2022)[5]
- Beauté Congo 1926-2015 Congo Kitoko, Fondazione Cartier per l'Arte Contemporanea (2015-2016)[9].
- Arti primitive e arti popolari, Palazzo delle Belle Arti di Bruxelles (1929)[10].